# Прозерпіна
Прозерпі́на (лат. Proserpina) — у давньоримській міфології богиня підземного царства, дочка Юпітера і Церери, племінниця і дружина Плутона. Її культ, міти і таїнства були пов'язані з богинею вина Ліберою. У грецькій культурі відома як Персефона, і разом з її матір'ю Деметрою вони є богинями хліба і землеробства. 
Суттю міфів про Прозерпіну є її викрадення богом підземного царства, пошуки матір'ю своєї дочки і кінцеве, хоча й тимчасове, повернення богині на землю — це часто було основою для різних мистецьких та літературних творів, створених у Давньому Римі й пізніше. Зокрема, викрадення Прозерпіни богом підземелля — зазвичай описується як зґвалтування Прозерпіни  — надихнуло багатьох митців до створення драматичних сюжетів в епоху Ренесансу, а пізніше — скульптур та картин.

## Етимологія
Її ім'я є латинською інтерпретацією «Персефони», що можливо було створене від слова proserpere («проростати, з'являтися»), з посиланням на проростання зерна. Також з грец. κόρη — діва.

## Історія
Початково, римська богиня Лібера була дочкою богині землеробства Керери та Лібера, бога вина і свободи. В 204 до н. е. новий культ грецьких богинь Церери і Прозерпіни як «Матері і Діви» поширився з Південної Італії разом із грецькими жрицями і став офіційним віросповіданням у храмі Лібери та Церери на Авентині. Нове поклоніння та його священство активно пропагувались релігійною владою Риму як бажані для римлянок і були частково підпорядковані до старіших, звичних культів храму, зокрема культу Церери, Лібера та Лібери. Проте нові обряди зазвичай співіснували разом із старими, не замінюючи їх.
Як тільки греки почали вважати Персефону дочкою Деметри, римляни зробили Прозерпіну дочкою Церери відповідно. Як Персефона, Прозерпіна асоціюється з підземним царством і його володарем; з матір'ю Церерою, з весняним проростанням урожаю, колом життя, смертю та переродженням чи оновленням. 

## Походження як Лібери
У давньоримській релігії Лібера була жіночим прототипом бога Лібера. Початково вона була італійською богинею; в час Римського царства та Римської республіки вона була поєднана з Лібером, римським богом вина, фертильності, свободи слова та покровителем плебеїв. Вона увійшла до римської історії як одна із Авентинської тріади пліч-о-пліч з Церерою і Лібером у храмі встановленому на Авентині близько 493 до н. е. Середовище та територія, де був поширений цей культ пов'язаний з римлянами-простолюдинами, або ж плебеями; її могли вшановувати 17 березня як частину свята Лібера, Лібералії, або в цей же час протягом святкування Цереалії (святкування припадало на середину та кінець квітня); на пізніших святах вона підпорядковувалась Церері. Інакше, її відношення до Авентійської тріади є непевним; рідна їй мітологія є невідомою.
Ліберу офіційно почали ототожнювати з Прозерпіною у 205 до н. е., коли римляни романізували грецьку богиню Персефону з усіма її обрядами та притаманною їй мітологією. Наприкінці існування Римської республіки, Цицерон описував Лібера та Ліберу як дітей Церери. В цей самий час, можливо через контекст популярних чи релігійних спектаклів, Гай Юлій Гінін порівнював її з грецькою Аріадною, як нареченою грецького прототипа Лібера, Діоніса. Старіша і новіша форми культу та обрядів Лібери та їхні різноманітні відгалуження добре поширювались наприкінці Імперської доби Риму. Св. Августин (354—430 н. е.) дотримувався думки, що Лібера покровителька жіночої фертильності, так як Лібер покровитель чоловічої.

## Культ
Прозерпіна була офіційно додана до римської релігії в 205 до н. е., разом із приєднанням Церери до обряду римських богів, коли римляни набирали армію з богів для боротьби проти Карфагену наприкінці Другої Пунічної війни. Цей культ був створений на півдні Італії і, ймовірно, що базувався на грецькому святі Тесмофорії, таємничому віросповіданні, що вшановував Деметру та Персефону як «Матір та Діву». Воно прибуло разом із грецькими жрицями, яким було надано римське громадянство, тому вони могли молитися богам «з іноземними та додатковими знаннями, але з місцевим та громадянським наміром». Новий культ був встановлений в раніше античному храмі Церери, Лібера та Лібери, Авентин був заступником всіх плебеїв; з кінця III ст. до н. е., храм Деметри у Енні, на Сицилії, був визнаний найстарішим та найвладнішим центром культу Церери, а Ліберу вважали Прозерпіною, романським прототипом дочки Деметри Персефони. Зв'язок між цими культами простежується у пошуку Деметри Персефони, після її зґвалтування та викрадення Аїдом (Плутоном) у підземне царство. На Авентині цей новий культ зайняв місце паралельно зі старим. Він не відносився до Лібера, чий відкритий та гендерно-змішаний культ продовжував відігравати головну роль у плебейській культурі, як покровитель та захисник прав, свобод та цінностей простолюдинів. Очікували, що тільки жінки-ініціаторки та жриці нового грецького поклоніння Церері та Прозерпіні будуть відстоювати римську патріаршу ієрархію і традиційну мораль. Неодружені дівчата наслідуватимуть цнотливість Прозерпіни, Діви; одружені жінки повинні намагатись наслідувати Церері, вірній та плідній Матері. Їхні обряди мали на меті забезпечити хороший урожай і збільшити достаток тих, хто брав участь у цих таїнствах.
Храм Прозерпіни був розміщений у передмісті Меліта, сучасний Мтарф, Мальта. Залишки храму були знайдені між XVII і XVIII століттями; тільки одна частина збереглась.

## Міти
Найвідомішим мітом, що пов'язаний з Прозерпіною, є міт про її викрадення богом підземного царства, безпам'ятні пошуки Персефони її матір'ю Церерою і кінцеве, хоча тимчасове, повернення богині на землю. У латинській літературі є відомими кілька версій цього міфу і всі у більшості схожі на міт про викрадення грецької богині Персефони королем підземного царства, якого у грецьких джерелах називають по-різному: Аїд або Плутон. «Аїд» може означати і підземне царство, і його короля, який зазвичай зображається темною, непривабливою особою. Персефона (з грец. κόρη — діва) — взята проти її волі; у грецьких Елевсінських таїнствах, її викрадач відомий як Плутон; разом вони утворюють божественну пару, яка керує підземним світом і вони приймають елевсінських посвячених у, певній формі, краще потойбічне життя. Перейменувавшись таким чином, король підземелля є, ніби, не причетний до насильницького викрадення своєї нареченої. На початку I ст. н. е. Овідій створив дві поетичні версії міту на латині: одна в 5-й книзі «Метаморфози», інша у 4-й книзі «Фастів». На початку V ст. н. е. з'явилась ще одна інтерпретація цього міфу, версія Клавдія «De raptu Proserpinae» (Про зґвалтування Прозерпіни); у більшості випадків, ці латинські праці вказують на викрадення Прозерпіни у підземне царство та одруження з римський богом потойбіччя, традиційно латинське ім'я якого Отець Діт, чи Діспатер.
Венера, щоб послати любов Плутону, послала свого сина Амура (також відомого як Купідон), щоб той поцілив своєю стрілою в Плутона. Прозерпіна була на Сицилії, на озері Пергуза біля Енни, де вона гралася з мавками та збирала квіти, коли Плутон з'явився з вулкана Етни з чотирма чорними кіньми на ім'я Орфней, Етон, Ніктей та Аластор. Він викрав її, щоб одружитись та жити з нею у підземному царстві, володарем якого він був.
Її матір Церера, також відома як Деметра, богиня землеробства або Землі, пішла шукати дочку по всьому світу, та пошуки були її даремними. Вона не змогла знайти нічого, окрім маленького ремінця, який злетів з Прозерпіни біля озера, яке наплакали мавки. Церера сердито припиняє зростання фруктів та овочів, посилаючи прокляття на Сицилію. Церера відмовляється повертатись на Олімп і починає прогулюватись Землею, створюючи пустелю на кожному кроці.
Будучи стурбованим, Юпітер надіслав Меркурію прохання, щоб Плутон (брат Юпітера) звільнив Прозерпіну. Плутон підкорився, проте перед тим, як відпустити Персефону, він змусив її з'їсти шість зерняток граната, тому що ті, хто скуштували їжу мертвих, не могли повернутися у світ живих. Це означало, що вона мусила шість місяців жити із Плутоном, а решту з матір'ю. Ця історія має на меті зобразити зміну пір року: коли Церера запрошує дочку повернутися на землю, то настає весна і земля квітне, а коли Прозерпіна змушена повертатись до чоловіка, то вона в'яне.
Інша версія цієї історії розповідає те, що Прозерпіна з'їла тільки чотири зернятка граната і зробила це вона за власним бажанням. Коли Юпітер наказав їй повернутись, Плутон уклав угоду з Юпітером, кажучи, що, оскільки вона вкрала його зернята граната, то натомість вона повинна залишатись з ним на чотири місяці щороку. З цієї причини, навесні коли Дочка Церери повертається до неї, посіви квітнуть, а влітку пишно розростаються.
Восени Церера забарвлює листя в коричневий і оранжевий (її улюблені кольори) як подарунок для Прозерпіни перед тим, як вона повернеться до підземелля. Протягом часу, коли Прозерпіна проживає з Плутоном, світ переживає зиму, коли земля є безплідною.

### Орфей і Еврідіка
Найбільш обширним мітом про Прозерпіну латинською є міт Клавдія (IV ст. н. е.). Він тісно пов'язаний із Орфеєм та Еврідікою. У «Георгіках» Вергілія, кохана дружина Орфея Еврідіка померла від укусу змії; Прозерпіна дозволила Орфею ввійти у підземне царство не втративши життя; зачарована його музикою, вона дозволила йому провести свою дружину назад у країну живих, за умови, якщо він не озирнеться коли буде йти з царства мертвих. Проте Орфей не зміг втриматись й озирнувся, і таким чином втратив Еврідіку назавжди.

## У мистецтві
Докладніше: Згвалтування Персефони
Постать Прозерпіни надихала багатьох митців на створення художніх композицій, особливо скульптур (Берніні, Зґвалтування Прозерпіни) у живописі (Д. Г. Россетті, Дж. Хайнц, Рубенс, А. Дюрер, Нікколо дель Аббате, Періш) та в літературі (Гете Прозерпіна та Гімн Свінберна до Прозерпіни та Сад Прозерпіни). Статуя Зґвалтування Прозерпіни Плутоном, що стоїть у Великому Саду у Дрездені, Німеччина, також згадується як «Час руйнує красу». 
Пісня Кейт МакГаррігле про цю легенду була останнім, що вона написала перед своєю смертю і вона була виконана лише один раз, на останньому концерті співачки у Альберт-гол у грудні 2009 р..

## В астрономії
26 Прозерпіна — астероїд головного поясу діаметром 95,1 кілометр (59,1 милі), відкритий Робертом Лютером у 1853 році.